# Kroketter

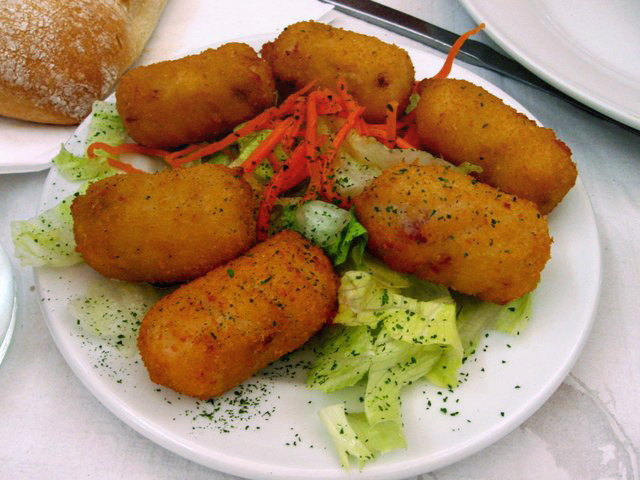
Avlånga kroketter.

Kroketter (franska croquettes, från croquer, 'krasa sönder mellan tänderna'), är avlånga eller runda bullar av stuvning på kött, fisk, svamp eller grönsaker. Dessa paneras, först med mjöl, sedan med ägg och skorpmjöl och kokas till sist i flottyr. De kan också vara baserade på potatismos (potatiskroketter) eller annat mos.
Kroketter serveras vanligen till fisk- eller kötträtter.